# 巴西—法國關係
巴西－法國關係，是指巴西聯邦共和國和法蘭西共和國之間的雙邊關係。
巴西和法國兩國雙邊關係密切，且價值觀相似：兩國同樣支持促進民主和人權、強化國際法及多邊主義的觀念、促進社會發展、尊重法治、維護和平與安全、不動用大規模殺傷性武器和武力以及保護環境和文化多樣性。 巴西是法國在南美洲和在國際事務上的特殊合作夥伴，兩國都致力於加強於不同領域的雙邊合作，包括使用核能、可再生能源、國防技術、創新科技、與非洲國家合作、太空科技、醫藥、環境保護等。
兩國於2008年正式成為戰略聯盟。法國支持巴西在國際舞台上扮演重要的角色，並一直支持巴西成為聯合國安理會常任理事國之一。法國更打算通過技術上的支援，協助巴西在軍事和科技等方面上成為世界大國。
根據2013年英國廣播公司國際頻道進行的民意調查，54%的法國人認為巴西的影響正面，32%認為影響負面；而50%的巴西人認為法國的影響正面，19%認為影響負面。
另外，法国本土与巴西虽然隔着大西洋，但是因为法国在南美洲有法属圭亚那海外省，所以法国和巴西有730km的陆上边界，因此可以说巴西是法国的陆上邻国。

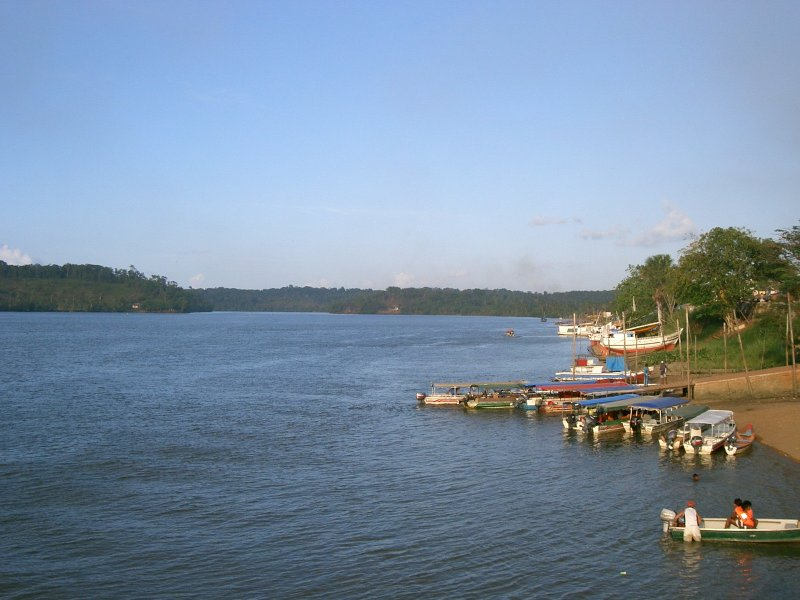
法属圭亚那与巴西的界河奥亚波克河

2024年3月26日，兩國政府簽署共同聲明，宣布未來4年投資10億歐元推動生物經濟。

## 歷史
| 巴西－法國關係年表 | 巴西－法國關係年表                                                                             | 巴西－法國關係年表 |
| 年份               | 事件                                                                                           | 參考               |
| ------------------ | ---------------------------------------------------------------------------------------------- | ------------------ |
| 1825年             | 法國成為第一個承認巴西獨立的歐洲國家。                                                         | [ 7 ]              |
| 1959年             | Casa do Brasil於巴黎大學開幕。                                                                 | [ 7 ]              |
| 2003年             | 法國邀請巴西參與在埃維昂舉辦的八國集團首腦會議。                                               | [ 7 ]              |
| 2004年             | 法國總統雅各·席哈克與巴西總統路易斯·伊納西奧·盧拉·達席爾瓦共同設立了對抗飢餓和貧窮問題的行動。 | [ 7 ]              |
| 2005年             | 法國舉辦「巴西年」。                                                                           | [ 7 ]              |
| 2008年             | 兩國正式成為戰略聯盟。                                                                         | [ 2 ]              |
| 2009年             | 巴西舉辦「法國年」。                                                                           | [ 8 ]              |

## 經貿關係
巴西是法國於拉丁美洲的主要貿易夥伴，亦是法國在經合組織以外第四重要的合作夥伴。超過500家法國公司在巴西建立了分行，並僱用了超過250,000名巴西人。於2009年，兩國家之間的雙邊貿易總額超過65億美元。
|                              | 2003年 | 2004年 | 2005年 | 2006年 | 2007年 | 2008年 | 2009年 |
| ---------------------------- | ------ | ------ | ------ | ------ | ------ | ------ | ------ |
| 法國到巴西的出口總額（美元） | 18億   | 23億   | 27億   | 28億   | 35億   | 47億   | 36億   |
| 巴西到法國的出口總額（美元） | 17億   | 22億   | 25億   | 27億   | 35億   | 41億   | 29億   |
| 雙邊貿易總額（美元）         | 35億   | 45億   | 52億   | 55億   | 70億   | 88億   | 65億   |
| 來源：                       |        |        |        |        |        |        |        |

## 文化關係
巴西是法國在拉美地區的主要文化和科技合作夥伴。在巴西三大城市聖保羅、里約熱內盧和巴西利亞分別有三所法國中學，總共有2,150名學生（其中1,000人是法國人）。法國文化協會在巴西52個城市合共設有74所分會。法國是巴西的第二大科研合作夥伴（僅次於美國），巴西亦是法國在拉丁美洲最大的科研夥伴，兩國在氣候變化、可持續發展、生物多樣性、創新科技和基因等研究領域上合作。

## 軍事關係
兩國近年來在防務上亦有合作。 2005年7月15日，巴西和法國簽署了多項協議，在先進軍事技術上合作。2008年，兩國簽訂部隊地位協定；同年12月23日，巴西和法國兩國正式成為戰略聯盟。
巴西和法國在2008年12月24日簽署了一項防務協定；同期，巴西總統路易斯·伊納西奧·盧拉·達席爾瓦和法國總統薩科齊簽署協議，向法國購買50架EC-725直升機、一艘核潛艇以及4艘鮋魚級潛艇，總值120億美元。2009年9月，兩國宣布Agrale和雷諾卡車將合資生產軍用運輸車輛。2024年3月27日，巴西總統魯拉與法國總統馬克宏出席2國合作研發的第3艘柴油動力潛艇托内莱罗号潜艇下水儀式。